# 圣母升天圣殿主教座堂 (阿瓜斯卡连特斯)
圣母升天圣殿主教座堂 又名阿瓜斯卡连特斯主教座堂是一座罗马天主教宗座圣殿、天主教阿瓜斯卡连特斯教区的主教座堂，位于墨西哥阿瓜斯卡连特斯的 Patria广场，是该市的主要地标之一。
目前的教堂建于1704-1738年，圣母升天像购自西班牙。双塔为新古典主义风格。

## 参考

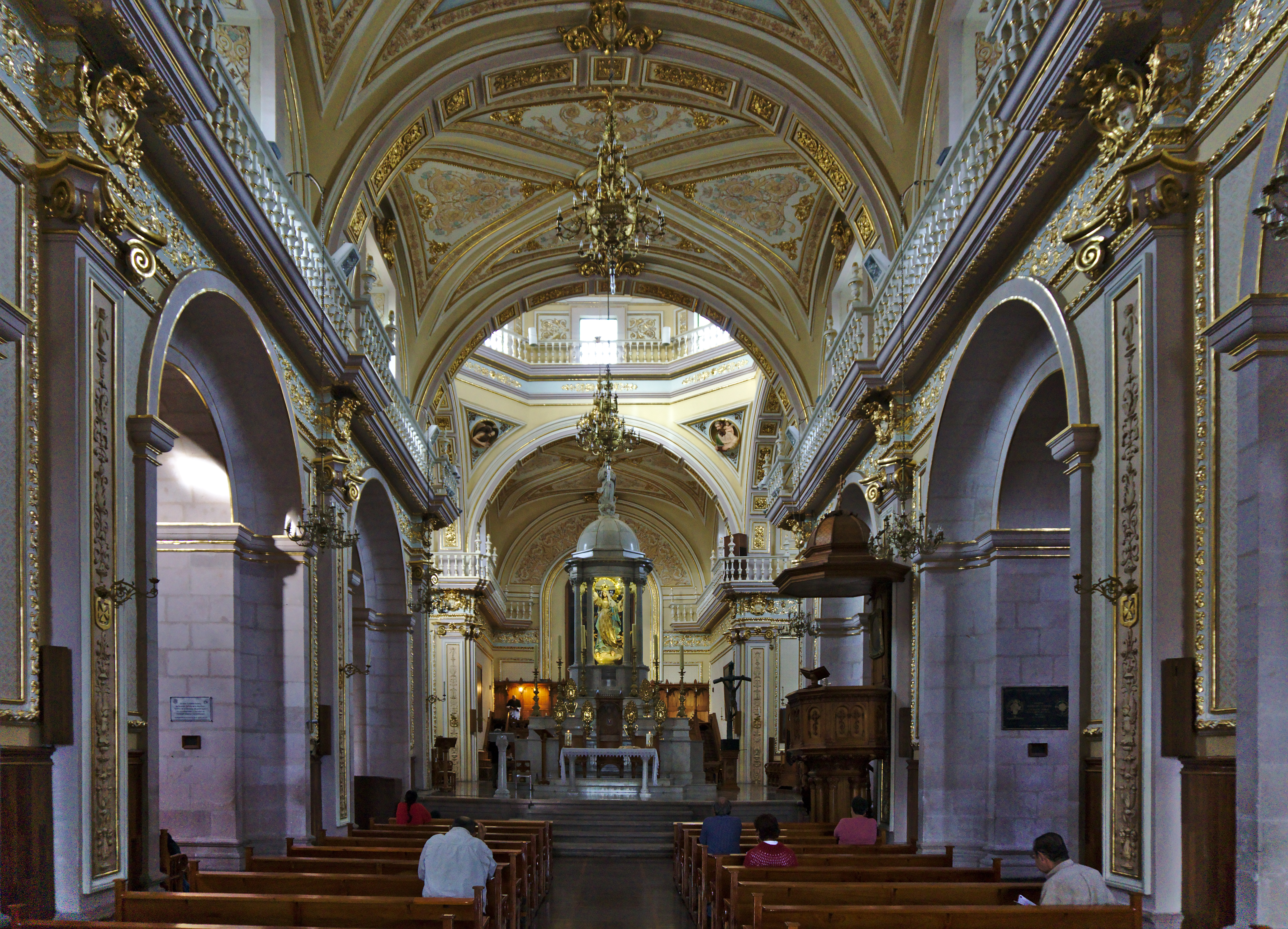